# Olivia Mowat
Olivia Mowat (født 2. maj 1994) er en australsk håndboldspiller. Hun spiller på Australiens håndboldlandshold, og deltog under VM 2019 i Japan.